# Incisure ulnaire du radius
L'incisure ulnaire du radius (ou cavité sigmoïde du radius ou échancrure cubitale du radius) est la cavité articulaire concave située sur la face médiale de l'épiphyse du radius. Elle s'articule avec la circonférence articulaire de la tête de l'ulna pour former l'articulation radio-ulnaire distale.